# Alanis Morissette
Alanis Nadine Morissette (ur. 1 czerwca 1974 w Ottawie) – kanadyjska wokalistka, muzyk, kompozytorka, autorka tekstów, producentka muzyczna i okazjonalnie aktorka. Gra na harmonijce ustnej, instrumentach klawiszowych, flecie i gitarze. Jej skala głosu to mezzosopran.
Karierę muzyczną rozpoczęła wydając w 1991 album pt. Alanis a następnie rok później jego kontynuację Now Is the Time. Oba wydawnictwa ukazały się jedynie na terenie Kanady i nie odniosły sukcesu komercyjnego. Jest najlepiej debiutującą artystką na świecie, jej pierwsza międzynarodowa płyta (trzecia łącznie) Jagged Little Pill sprzedała się w ponad 33 milionach sztuk (dane Billboardu z 2013 roku). Wielki sukces debiutu otworzył drzwi dla wszelkiej maści artystek prezentujących na muzycznym rynku ambitny, kobiecy pop-rock, na stałe też zapisał się jako jeden z najlepiej rozpoznawalnych albumów lat 90.
Po wydaniu dwóch najbardziej kasowych w swojej karierze płyt, przejęła większą kontrolę nad produkcją następnych. Jej albumy sprzedały się w nakładzie ponad 75 milionów sztuk na całym świecie. W 2017 magazyn Rolling Stone nazwał ją „królową rocka alternatywnego”. Do 2022 wydała dziesięć albumów studyjnych Alanis (1991), Now Is the Time (1992), Jagged Little Pill (1995), Supposed Former Infatuation Junkie (1998), Under Rug Swept (2002), So-Called Chaos (2004), Flavors of Entanglement (2008), Havoc and Bright Lights (2012), Such Pretty Forks in the Road (2020) i The Storm Before the Calm (2022).

## Wczesne życie
Alanis Morissette przyszła na świat 1 czerwca 1974 roku w Ottawie w Kanadzie, jako córka Alana i Georgii Morissette. Ma dwóch braci – starszego Chada oraz brata-bliźniaka, Wade’a. Już w dzieciństwie Alanis wykazywała talent do śpiewania i pisania piosenek. W wieku 9 lat odwiedziła dom piosenkarki Olivii Newton-John, jednej ze swoich największych idolek. Przez domofon przy bramie wejściowej przedstawiła się w następujący sposób: „Hi... I’m Alanis... I want to meet you one day and I want to be famous, just like you!” („Cześć... Mam na imię Alanis... Chciałabym poznać cię pewnego dnia i być tak sławną jak ty!”). Również w wieku 9 lat napisała swoją pierwszą piosenkę – utwór Fate Stay with Me.
Z pomocą mentora – Leslie Howe’a – Alanis wydała Fate Stay with Me, mając zaledwie 11 lat. Rok później Morissette zgłosiła się do dziecięcego programu „You Can’t Do That on Television”. Udało jej się zdobyć w nim niewielką rolę, zrezygnowała jednak z udziału w programie po jednym sezonie. Wspierana przez rodziców, ciągle marząc o odniesieniu sukcesu, udała się wraz z Howe’em do Nowego Jorku na spotkanie z producentami nagraniowymi. Przeżycie to opisała później w utworze „UR” („Jesteś”), z płyty Supposed Former Infatuation Junkie.
Będąc w Los Angeles Morissette spróbowała swoich sił w popularnym w Stanach programie „Star Search”, odpadła jednak już w pierwszej rundzie.

## Kariera muzyczna
W 1990 roku w końcu udało się jej zawrzeć umowę z MCA Records w Kanadzie. Rok później światło dziennie ujrzała płyta Alanis, zbiór chwytliwych i tanecznych kawałków, przez wielu uważanych za kanadyjską wersję popu w stylu Tiffany, Pauli Abdul czy Debbie Gibson. Pierwszy singel z płyty, utwór „Too Hot” dostał się na kanadyjską listę Top 10.
Morissette została nominowana do nagrody Juno (kanadyjski odpowiednik Nagród Grammy) w trzech kategoriach: Singel roku, Najlepszy album dance i Najlepiej zapowiadający się artysta (zdobyła nagrodę w tej ostatniej). Dość szybko wydała kontynuację, płytę Now Is the Time. Okazała się ona ogromnym niewypałem, Morissette straciła kontrakt ze swoją wytwórnią i ponownie znalazła się na lodzie.
Artystka zaczęła coraz częściej odwiedzać Los Angeles, by pracować tam z wieloma różnymi muzykami. W tym czasie spotkała się z producentem Glenem Ballardem. Według Ballarda błyskawicznie okazało się, że są pokrewnymi duszami i po 30 minutach znajomości oboje przenieśli się do domowego studio Ballarda, żeby poeksperymentować z różnymi dźwiękami. Pomimo młodego wieku, Alanis wydawała się Ballardowi kobietą mądrą ponad swój wiek.
Punktem kulminacyjnym ich sesji było stworzenie piosenki „Perfect” („Idealne”), która została napisana i nagrana w przeciągu 20 minut – Morissette zaimprowizowała słowa do delikatnego, gitarowego akompaniamentu Ballarda. Wersja, która ukazała się na Jagged Little Pill była jedyną, jaką dwójka kiedykolwiek nagrała. Napisanie „Perfect” przełamało barierę i Morissette rozpoczęła przelewać swoje emocje i myśli na papier.
O swojej przeprowadzce Morissette napisała później w utworze „Unprodigal Daughter” („Niemarnotrawna córka”), z albumu Feast on Scraps.
Według Morissette, Ballard był pierwszym producentem, który zachęcał ją do dzielenia się w pełni emocjami, bez żadnego strachu przed wstydem czy zażenowaniem. W rezultacie, Morissette pisała dosłownie o wszystkim, zaczynając od jej pogodnej miłości do życia („You Learn” – „Uczysz się”), poprzez przyjacielskie zauroczenia („Head Over Feet” – „Do góry nogami”), kończąc zaś na ponurych, bezwzględnych fantazjach o zemście („You Oughta Know” – „Powinieneś wiedzieć”). Morissette czerpała natchnienie wyłącznie ze swoich osobistych przeżyć; dla przykładu, po spotkaniu się z kilkoma przedstawicielami muzycznymi, napisała i nagrała „Right Through You” („Przejrzałam cię”), utwór traktujący o patriarchacie, jaki napotkała w muzycznym światku.
Słowo shake (uścisk) odnosi się do uścisku dłoni menedżerów muzycznych, które nie były ciepłe czy stanowcze, lecz zimne i śliskie. Mimo wielu wcześniejszych rozczarowań, wiosną 1995 roku Morissette udało się podpisać kontrakt z wytwórnią płytową Maverick Records, która wydała jej album Jagged Little Pill. Wydawnictwo odniosło ogromny sukces na świecie. Łączny nakład wyniósł 33 mln kopii, dzięki czemu Alanis jest najlepiej sprzedającą się artystką lat 90. Ostre brzmienie pierwszego singla – hitu „You Oughta Know” – zaowocowało zaklasyfikowaniem Alanis jako „pierwszej damy gniewu”, choć na całej płycie odnaleźć można tak naprawdę tylko dwie piosenki epatujące tak mocno złością i rozżaleniem.
W 1998 wydała kolejny album Supposed Former Infatuation Junkie. Wcześniej nagrała także piosenkę „Uninvited” na ścieżkę dźwiękową do filmu Miasto aniołów. Nowy album był całkowicie inny, eksperymentalny i zupełnie niepodobny do międzynarodowego debiutu. Fani i krytycy byli zawiedzeni. Mimo to płyta nieźle się sprzedawała, a sama artystka uzyskała ponownie nominacje do Nagrody Grammy w 1999. Alanis nagrywając Supposed Former Infatuation Junkie, wiedziała, że jeśli przygotuje materiał w stylu Jagged Little Pill zostanie posądzona o zostawanie przy tych samych, sprawdzonych dźwiękach, podobających się publiczności. Stąd decyzja o utworzeniu płyty zupełnie innej. Choć fani i krytycy z początku uznali go za niezbyt udany, dziś wielu fanów uważa, że jest to najlepszy album w jej dotychczasowym dorobku. Tego samego roku nagrała też album akustyczny MTV Unplugged.

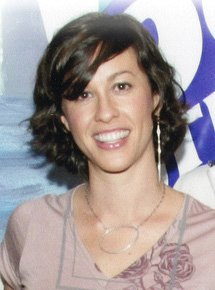
Morissette w 2004

Kolejna płyta Under Rug Swept ukazała się po czteroletniej przerwie w 2002. Po raz pierwszy artystka wcieliła się także w rolę producenta płyty. Krążek sprzedał się w Stanach Zjednoczonych w nakładzie około 1 mln kopii. Czwarty longplay wydany w 2004 roku to So-Called Chaos. Piosenki z tej płyty są o wiele bardziej spokojne niż z poprzednich albumów. Płyta została przyjęta dość przychylnie przez krytyków. W 2005 roku z okazji dziesięciolecia wydania debiutu Alanis, ukazała się reedycja płyty zawierająca oryginalny materiał jak i krążek z akustycznymi wersjami utworów Jagged Little Pill Acoustic.
W listopadzie tego samego roku ukazała się składanka The Collection, która podsumowuje lata 1995–2005. Promował ją singel Crazy, kompozycja Seala. Alanis nagrała też piosenkę Wunderkind na ścieżkę dźwiękową filmu Opowieści z Narnii: Lew, Czarownica i Stara Szafa, za którą otrzymała nominację do nagrody Grammy.

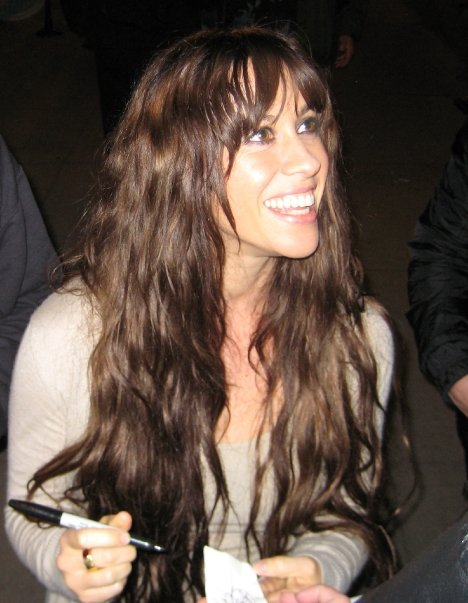
Alanis Morissette, 2011

Lata 2005–2008 Alanis poświęciła na nagranie nowego albumu z Guyem Sigsworthem. Już w marcu 2005 roku powiedziała „jestem bardzo płodna piosenkami”. 1 kwietnia Alanis zaprezentowała parodię piosenki „My Humps” The Black Eyed Peas, która stała się sensacją na serwisie YouTube (ponad 6 mln widzów w ciągu tygodnia). Na koncercie Rage Against the Machine Alanis zaśpiewała ich utwór „Guerilla Radio” oraz nową piosenkę „Not as We”, która znajduje się na nowej płycie. W październikowym (2007) wywiadzie z serii „Integral Naked” dla portalu Holons Alanis podała nazwę nowej płyty Flavors of Entanglement. Podczas sesji nagrano 24 utwory. Płyta miała premierę 30 maja (Niemcy, Włochy), 2 czerwca (pozostałe kraje), 4 czerwca (Japonia), 10 czerwca (USA, Kanada, Ameryka Płn.) Płyta promowana była utworami „Underneath” oraz „Moratorium”. Według wielu krytyków oraz fanów była to najlepsza płyta kanadyjskiej wokalistki od czasów Supposed Former Infatuation Junkie, według niektórych najlepsza od czasu premiery Jagged Little Pill.
Tytuł płyty pochodzi z „Moratorium”: „I do need a breather from the flavors of entanglement”. Oficjalna data wydania płyty to 2 czerwca 2008. Znalazło się na niej 11 piosenek. Warto dodać, że „Asylum” i „Separate” nigdy nie były wymienione przez Morissette i Sigswortha jako piosenki, które miały się znaleźć na tej płycie. Znalazły się jednak na liście piosenek do FOE uwzględnionej przez ASCAP. Bardzo prawdopodobne jest, że podobnie jak „Break” również „Wounded Leading Wounded” i „I Am” znajdą się na kolejnym singlu („Not As We”).
Od 2005 roku ma swoją gwiazdę na Kanadyjskiej Alei Gwiazd w Toronto (Canada's Walk of Fame).
W 2015 roku została włączona do Canadian Music Hall of Fame, a w 2022 roku także do Canadian Songwriters Hall of Fame.

## Kariera aktorska
Od 1999 Alanis Morissette pojawia się także na ekranie. Zagrała m.in. rolę Boga w filmach Dogma i Jay i Cichy Bob kontratakują Kevina Smitha, w serialach Seks w wielkim mieście i Trawka oraz w sztuce Monologi waginy. W 2008 roku ruszyły przygotowania do ekranizacji książki SF „Radio wolne Albemuth” autorstwa Philipa K. Dicka, Alanis zagra rolę Sylvii.

### Literatura
- Paul Cantin – A Biography (1997)
- Stuart Coles – Death of Cinderella (1999)
- Andrzej Buda – Alanis Morissette Psychologia kariery (2001) w języku polskim

## Życie osobiste
Morissette wychowywała się w Kanadzie w religijnej rodzinie wyznania rzymskokatolickiego. W 2005 uzyskała obywatelstwo Stanów Zjednoczonych Ameryki.
W okresie nastoletnim i po dwudziestym roku życia, zmagała się z depresją i zaburzeniami odżywiania. Poddała się leczeniu i zaczęła zdrowo się odżywiać.
Przez okres siedmiu lat współpracy z menadżerem biznesowym Jonathanem Schwartzem, artystka została okradziona na sumę 5 mln dolarów. Schwartz przyznał się do winy w kwietniu 2017 i został skazany na sześć lat pozbawienia wolności.
W październiku 2019 w wywiadzie dla stacji CBS wyznała, że przez niemal dziesięć lat zmagała się z depresją poporodową.
Związki
Na początku lat 90. przez krótki okres, spotykała się z aktorem i komikiem Daveʼem Coulierem. W 2008 roku mężczyzna wyjawił, że był dla niej inspiracją podczas tworzenia tekstu piosenki „You Oughta Know” z albumu Jagged Little Pill. Artystka nie odniosła się do tych słów.
W 2002 związała się z Ryanem Reynoldsem, którego poznała podczas przyjęcia urodzinowego Drew Barrymore. W czerwcu 2004 ogłosili swoje zaręczyny, jednak w rozstali się w lutym 2007.
22 maja 2010, podczas prywatnej ceremonii w domu w Los Angeles, poślubiła rapera Souleye. Para ma troje dzieci; dwóch synów (ur. 2010 i 2019) oraz córkę (ur. 2016).

## Dyskografia

### Albumy studyjne
- Alanis (1991)
- Now Is the Time (1992)
- Jagged Little Pill (1995)
- Supposed Former Infatuation Junkie (1998)
- Under Rug Swept (2002)
- So-Called Chaos (2004)
- Flavors of Entanglement (2008)
- Havoc and Bright Lights (2012)
- Such Pretty Forks in the Road (2020)
- The Storm Before the Calm (2022)[31]

## Filmografia
aktorka
- Borderline High (1992) jako ona sama
- Dziewczyna z przymusu (Anything for Love, 1993) jako Alanis
- Alanis T.V. (1999) jako ona sama
- Dogma (1999) jako Bóg
- Music in High Places (2000) jako ona sama
- Jay i Cichy Bob kontratakują (Jay and Silent Bob Strike Back, 2001) jako That Woman (Bóg)
- Come Together: A Night for John Lennon's Words and Music (2001) jako ona sama
- Alanis Morissette: Feast On Scraps (2002) jako ona sama
- 100 Greatest Videos (2003) jako ona sama / Komentator
- De-Lovely (2004) jako Wykonawczyni „Let’s Do It, Let’s Fall In Love”
- Alanis Morissette: We're with the Band (2004) jako ona sama
- Degrassi: Nowe pokolenie (2005) jako dyrektorka
- American Express Jam Sessions (2005) jako ona sama
- Reżyser teledysków – Stephane Sednaoui (The Work of Director Stéphane Sednaoui, 2005) jako ona sama
- Fuck (2005) jako ona sama
- Trawka s. 5 (2009) jako lekarz ginekolog

kompozytor
- Święty dym (Holy Smoke, 1999)
- Alanis Morissette: Feast On Scraps (2002)

aktorka gościnnie
- Behind the Music (1997–2004) jako ona sama
- Seks w wielkim mieście (Sex and the City, 1998–2004) jako Dawn
- Pohamuj entuzjazm (Curb Your Enthusiasm) (2000) jako ona sama
- American Dreams (2002–2005) jako Piosenkarka
- Celebridade (2003–2004) jako ona sama (nie wymieniona w czołówce)
- Pulse (2003)